# پژوهشکده دولتی روابط بین‌المللی مسکو
پژوهشکده دولتی ارتباطات بین‌المللی مسکو یا مگیمو (به مخفف روسی:МГИМО) دانشگاه دولتی است که پیرامون ارتباطات بین‌المللی جهان پژوهش می‌کند و از دو بخش آموزش و پژوهش تشکیل شده است. این پژوهشکده وابسته به وزارت امور خارجه روسیه است و در ۱۴ اکتبر ۱۹۴۴ تأسیس شده است. در زمان حاضر بیش از ۴۵۰۰ دانشجوی روسی و غیر روسی در این پژوهشکده تحصیل می‌نمایند و پژوهشکده یاد شده از ۱۴ دانشکده (مثل دانشکده اقتصاد، دانشکده روزنامه‌نگاری دولتی و دانشکده روابط بین‌الملل) تشکیل شده است.
این دانشگاه دانشجویان را در ۱۸ زمینه آماده می کند شامل: روابط بین الملل، مطالعات منطقه ای خارجی، اقتصاد (روابط اقتصادی بین‌المللی)، فقه (حقوق بین‌الملل)، روزنامه نگاری (روزنامه نگاری بین‌المللی)، تاریخ، علوم سیاسی، تبلیغات و روابط عمومی، جامعه‌شناسی، مدیریت، تجارت (تجارت بین‌الملل)، مدیریت زیست‌محیطی و طبیعت، مدیریت دولتی و شهری، مالی و اعتبار، زبان‌شناسی، آموزش معلمان، روان‌شناسی، مدیریت پرسنل و انفورماتیک تجاری.

## تاریخچه
۴ اکتبر ۱۹۴۴ به عنوان تاریخ تاسیس مگیمو در نظر گرفته می‌شود، زمانی که دانشکده بین‌المللی دانشگاه دولتی مسکو، که یک سال قبل تاسیس شده بود، به یک موسسه جداگانه تبدیل شد. اولین ثبت نام در مگیمو ۲۰۰ دانشجو بود. در میان آنها پنج قهرمان اتحاد جماهیر شوروی بودند که به دلیل موفقیت‌های خود در جنگ بزرگ میهنی این عنوان را دریافت کردند. از سال ۱۹۴۶، دانشجویانی از کشورهای خارجی برای تحصیل در مگیمو فرستاده شدند.
در سال ۱۹۴۸، دو دانشکده تشکیل شد: تاریخ و حقوق بین‌الملل و بین‌المللی. یک سال بعد، دانشکده اقتصاد (از سال ۱۹۵۰ - اقتصاد بین الملل) ایجاد شد. در همان سال، یک دانشکده روزنامه نگاری و یک دانشکده مترجمان همزمان در دانشکده تاریخ و امور بین الملل افتتاح شد. در سال ۱۹۵۴، مؤسسه شرق شناسی مسکو در مگیمو گنجانده شد.

## زبان های تدریس شده
در حال حاضر، 54 زبان در مگیمو تدریس می شود:
- ارمنی
- آذربایجانی
- آلبانیایی
- امهری
- انگلیسی
- عربی
- آفریقایی ها
- بنگالی
- بلغاری
- مجارستان
- ویتنامی
- یونانی
- هدیه
- دانمارکی
- عبری
- اندونزی / مالایی
- اسپانیایی
- ایتالیایی
- چینی
- کره ای
- لائوس
- لاتین
- لتونی
- لیتوانیایی
- مولداوی
- مغولی
- آلمانی
- هلندی
- نروژی
- فارسی
- لهستانی
- پرتغالی
- پشتو
- رومانیایی
- روسی
- صربی
- اسلواکی
- اسلوونیایی
- سواهیلی
- تاجیک
- تایلندی
- ترکی
- ترکمن
- ازبکی
- اوکراینی
- اردو
- فنلاندی
- فرانسوی
- هندی
- کرواسی
- چک
- سوئدی
- استونیایی
- ژاپنی

## رهبران موسسه
- 1944—1944 اودالتسف ایوان دمیتریویچ
- 1944—1945  استپانوف نیکولای واسیلیویچ
- 1945—1949 فرانتسف گئورگی پاولوویچ
- 1949—1952 ورشچاگین ایوان کوزمیچ
- 1952—1955 لوبانوف ایوان ایوانوویچ
- 1955—1957 ایوانف میخائیل سرگیویچ
- 1958—1963 ریژنکو فدور دانیلوویچ
- 1963-1965 کوتاکوف لئونید نیکولایویچ
- 1965—1968 میروشنیچنکو بوریس پانتلیمونوویچ
- 1968—1971 یاکولف میخائیل دانیلوویچ
- 1971—1974  سولداتوف الکساندر آلکسیویچ
- 1974—1985 لبدف نیکولای ایوانوویچ
- 1985—1990  اوینیکوف ریچارد سرگیویچ
- 1990—1992 استپانوف آندری ایوانوویچ
- 1992 - در حال حاضر تورکونوف آناتولی واسیلیویچ

## سایت پژوهشکده
- http://mgimo.ru/